# Иванов, Иван Алексеевич (дипломат)
Ива́н Алексе́евич Ивано́в (23 мая 1906 — 2 июля 1948) — советский военный деятель и дипломат.

## Биография
Член ВКП(б) с 1926 года.

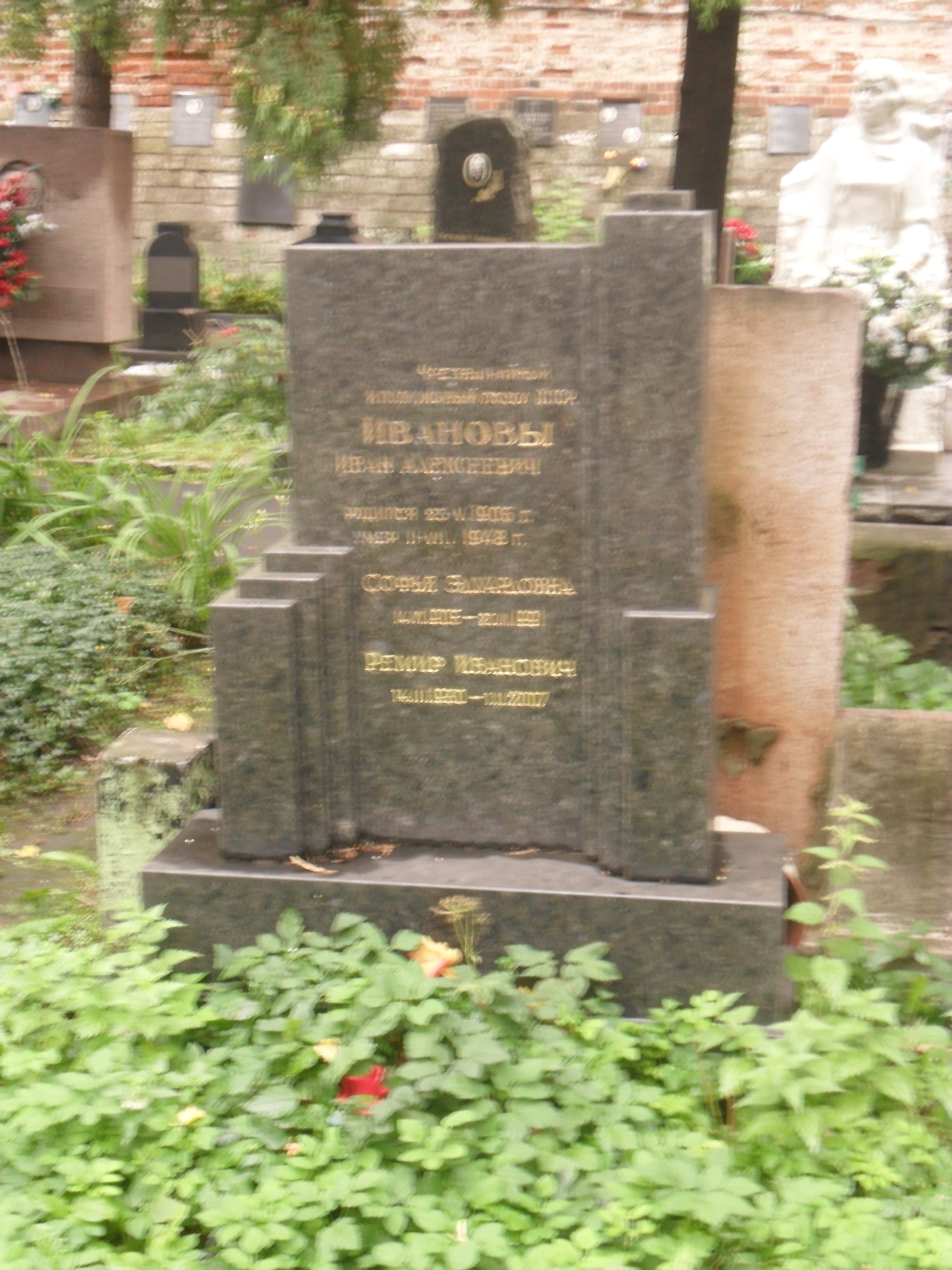
Могила Иванова на Новодевичьем кладбище.

- До 1929 года — секретарь Себежского уездного комитета ВЛКСМ (Карельская АССР)
- В 1929—1938 годах — служба в РККА.
- С 19 сентября 1939 по 9 мая 1941 года — полномочный представитель СССР в Монголии[1].
- С 9 мая 1941 по 9 октября 1947 года — чрезвычайный и полномочный посланник СССР в Монголии[1].
- С 27 мая по 11 июля 1948 года — чрезвычайный и полномочный посол СССР в Афганистане[2].

Жена: Софья Эдуардовна (14 мая 1905—20 марта 1991), сын: Ремир [Революция мировая] (14 февраля 1930—1 февраля 2007), похоронены в одной могиле вместе с И. А. Ивановым на Новодевичьем кладбище.

## Звания и ранги
- Генерал-майор (4 февраля 1943),
- Чрезвычайный и полномочный посланник II класса (14 июня 1943).

## Награды
- Орден Отечественной войны I степени (5 ноября 1945)
- орден Красной Звезды (4 февраля 1943)
- орден «Знак Почёта»